# 猟徳駅
猟徳駅（りょうとくえき）は、中華人民共和国広東省広州市天河区花城大道と猟徳大道の交差点にある広州地下鉄5号線の駅である。

## 歴史
- 2009年12月28日：開業[1]。

## 駅構造
島式ホーム1面2線を有する地下駅。珠江新城側に引き上げ線が1線ある。

### のりば
| 番線 | 路線    | 行先             |
| ---- | ------- | ---------------- |
| 1    | ■ 5号線 | 黄埔新港方面     |
| 2    | ■ 5号線 | 広州駅・滘口方面 |

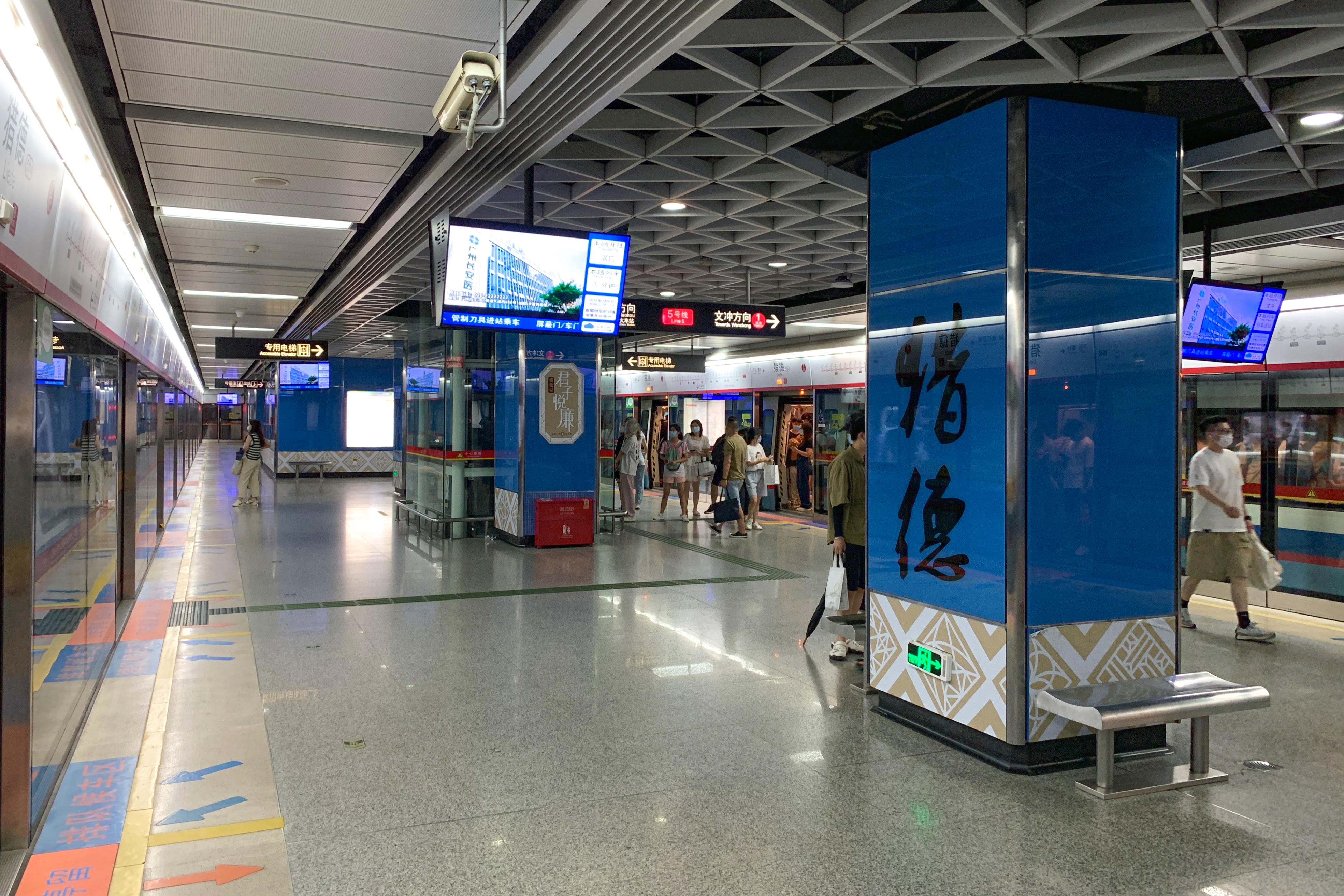
ホーム（2022年7月）
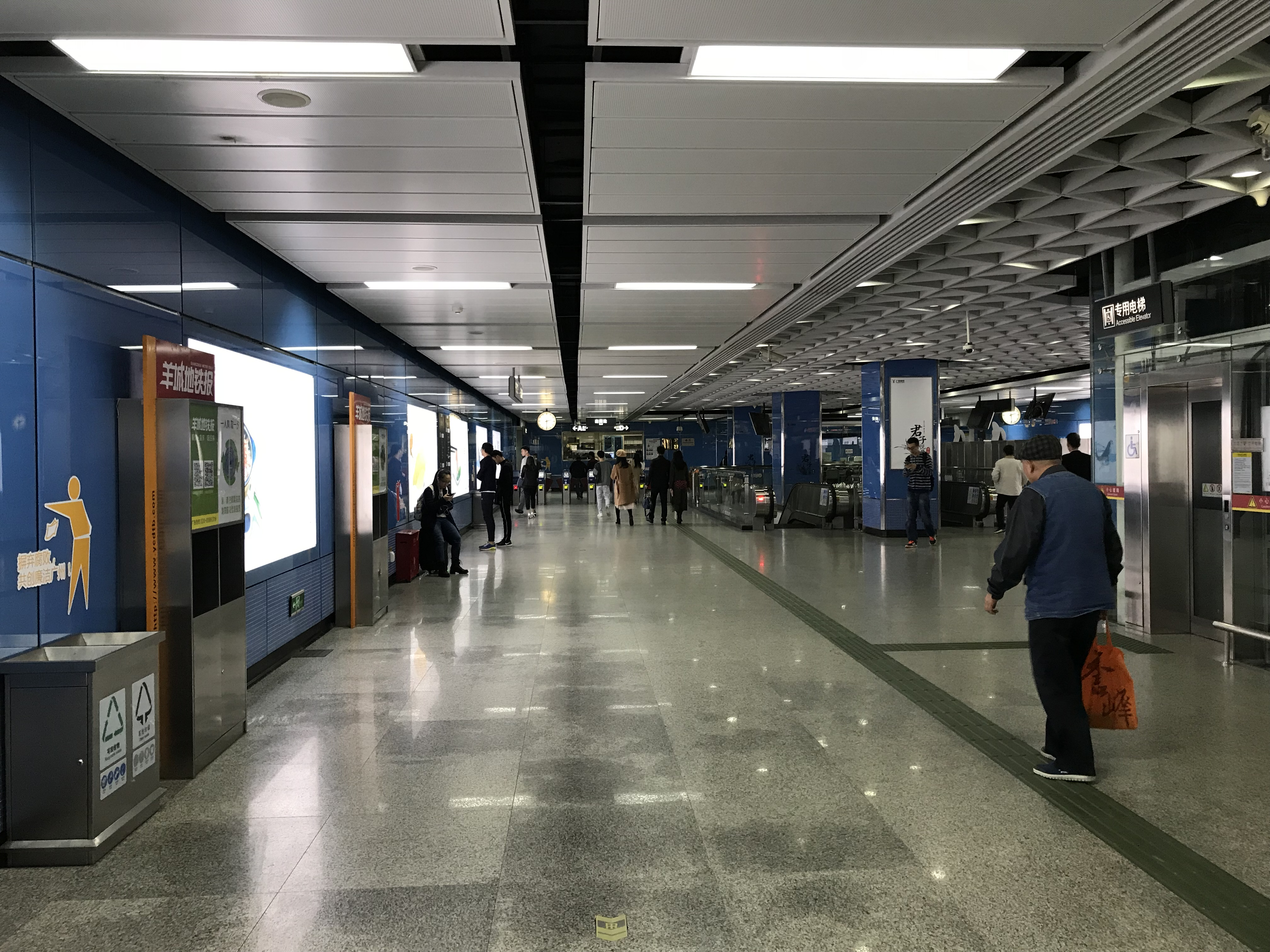
コンコース（2017年12月）

## 駅周辺
- 中海・花城湾
- 嘉裕公館
- 保利中達広場
- 利雅湾
- 天匯広場（中国語版） - B出入口直結
- 尚東・柏悦府
- 珠江・頤徳公館
- 猟徳晟府
- 広州市天河中学
- 雋峰苑
- 珠江道
- 珠江公園（中国語版）
- 方圓月島

## 隣の駅
広州地下鉄
■ 5号線
珠江新城駅 513 - 猟徳駅 514 - 潭村駅 515